# فورت تاتهیل (آریزونا)
فورت تاتهیل (به انگلیسی: Fort Tuthill) یک منطقهٔ مسکونی در ایالات متحده آمریکا است که در آریزونا واقع شده است. فورت تاتهیل ۲٬۱۳۲ متر بالاتر از سطح دریا واقع شده است.